# Sonia Madoc
Sonia Madoc, nombre artístico de Sonia Basseda Cárdenas (Barcelona, 23 de octubre de 1974), es una cantante y comunicadora española. Tras su etapa inicial en la música popular, inició una carrera en solitario centrada en el género dance, publicando diversos sencillos como Bajo la lluvia (2006), Dame vida (2011), Bienvenido a la fiesta (2012) y Bailemos en el sol (2013), muchos de ellos en colaboración con sellos independientes o mediante autoproducción.

## Biografía
Madoc cursó estudios en protocolo y relaciones públicas, formación que le permitió desarrollar actividades paralelas a la música. En el ámbito empresarial, fundó una firma de moda vinculada a su imagen artística. Ha trabajado como colaboradora en medios de comunicación locales en Cataluña, participando en programas de televisión y radio. En 2011, fue condenada a indemnizar al periodista Pepe Navarro por vulneración del derecho al honor, tras realizar unas declaraciones sobre su vida privada. También ha participado en eventos vinculados al colectivo LGBT, como el Pride Latino de Atlanta en 2012.
A principios de 2025, junto con Selena Leo, fue al Benidorn Fest para cantar su nuevo álbum, REINAS.

## Vida personal
En mayo de 2025 se sometió a una intervención quirúrgica para reemplazar una prótesis mamaria dañada. Posteriormente sufrió una infección que requirió seguimiento médico. A pesar de estos incidentes, ha continuado su actividad profesional en el ámbito musical y mediático.

## Discografía
| Año       | Título                                                                    | Tipo                                    |
| --------- | ------------------------------------------------------------------------- | --------------------------------------- |
| 2006      | "Bajo la lluvia"                                                          | Sencillo                                |
| 2007–2008 | "Verano de Luna" (con Blanco y Negro)                                     | Sencillo                                |
| 2008      | "Bajo la lluvia" (si no aparece en 2006)                                  | Sencillo                                |
| 2009      | "Amazing"                                                                 | Sencillo (álbum Fama ¡A Bailar! Vol. 3) |
| 2009      | "A Shining Girl"                                                          | Sencillo (álbum Fama ¡A Bailar! Vol. 4) |
| 2011      | "Crazy for Love"                                                          | Sencillo                                |
| 2011      | "Dame Vida"                                                               | Sencillo                                |
| 2012      | "Bienvenido a la fiesta" (Jordi MB Remix)                                 | Sencillo                                |
| 2013      | "Yo Quiero Bailar" (versión solitario)                                    | Sencillo                                |
| 2013      | "Yo Quiero Besar" (Himno Pride Barcelona)                                 | Sencillo                                |
| 2013      | "Bailemos en el sol"                                                      | Sencillo (EP homónimo)                  |
| 2015      | "Todos a la bahía"                                                        | Sencillo                                |
| 2017      | "Deja Que Mueva, Mueva, Mueva" (versión solitario)                        | Sencillo                                |
| 2018      | "Bésame" (con Keymass & Bonche)                                           | Sencillo                                |
| 2019      | "Esclavo"                                                                 | Sencillo                                |
| 2019      | "Oh La La"                                                                | Sencillo                                |
| 2020      | "Crazy for Love" (remix u reedición)                                      | Sencillo                                |
| 2021      | "Yo Quiero Bailar" (feat. Jorge Javier Vázquez, versión 20.º aniversario) | Sencillo                                |
| 2023      | "Yo Quiero Bailar" (20.º aniversario original)                            | Sencillo                                |
| 2023      | "Ya Puedo Dormir Toda la Noche"                                           | Sencillo                                |
| 2023      | "Io Voglio Ballare" (versión italiana 2023)                               | Sencillo                                |
| 2024      | "Deja Que Mueva, Mueva, Mueva" (20.º aniversario)                         | Sencillo                                |
| 2024      | "Tequila"                                                                 | Sencillo                                |